# Distretto di Lampa (Puno)
Il distretto di Lampa è uno dei dieci distretti della provincia di Lampa, in Perù. Si trova nella regione di Puno e si estende su una superficie di 675,82 chilometri quadrati.

Ha per capitale la città di Lampa; nel censimento 2005 si contava una popolazione di 11.202 unità.